# Csopaki Művésztelep
A Csopaki Művésztelep kulturális misszió a Balaton északi partján egy Művészdinasztia vezetésével. - Csopak, Magyarország

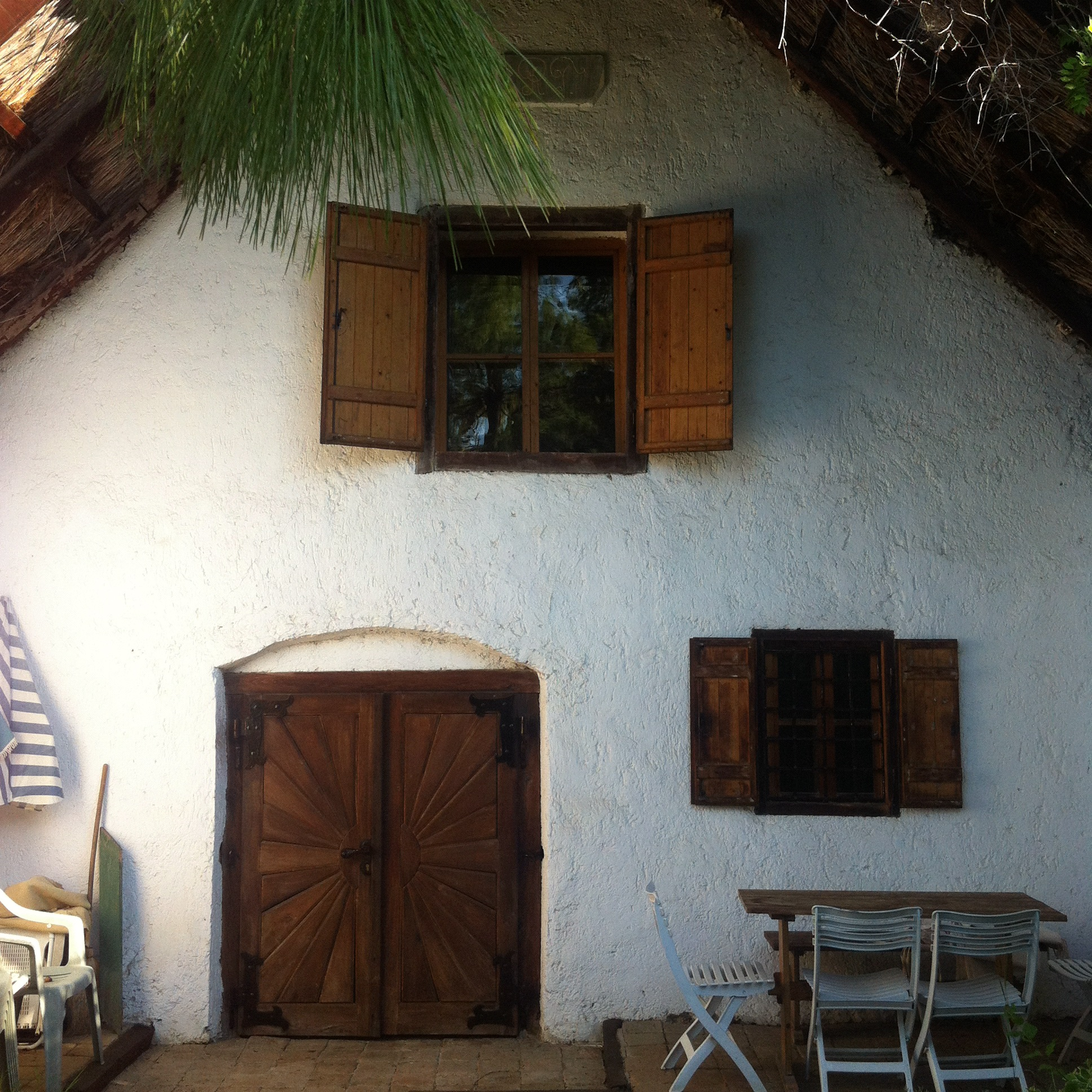
A lélekkel teli Présház 1826-ból

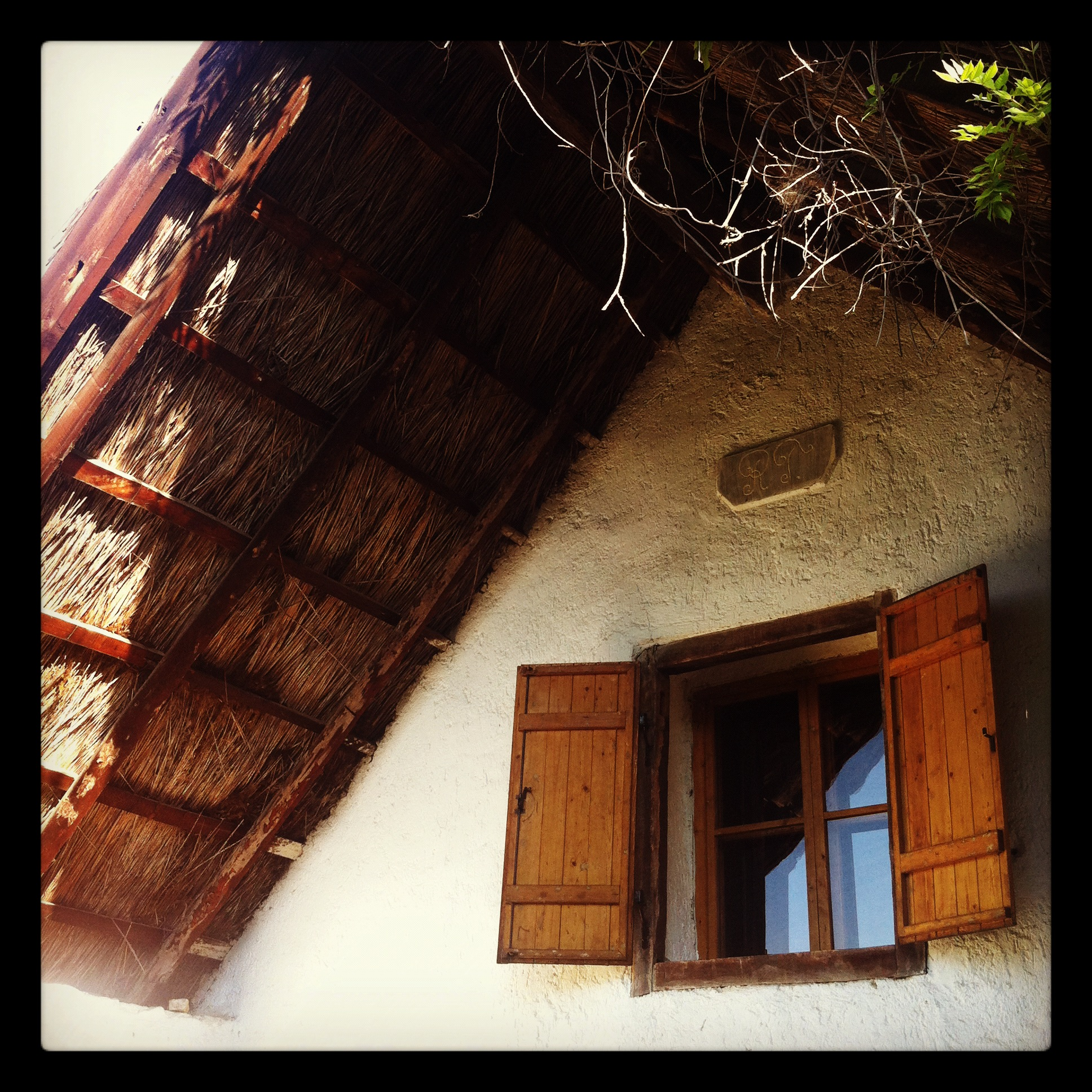
Rényi Tamás monogramja a homlokzaton

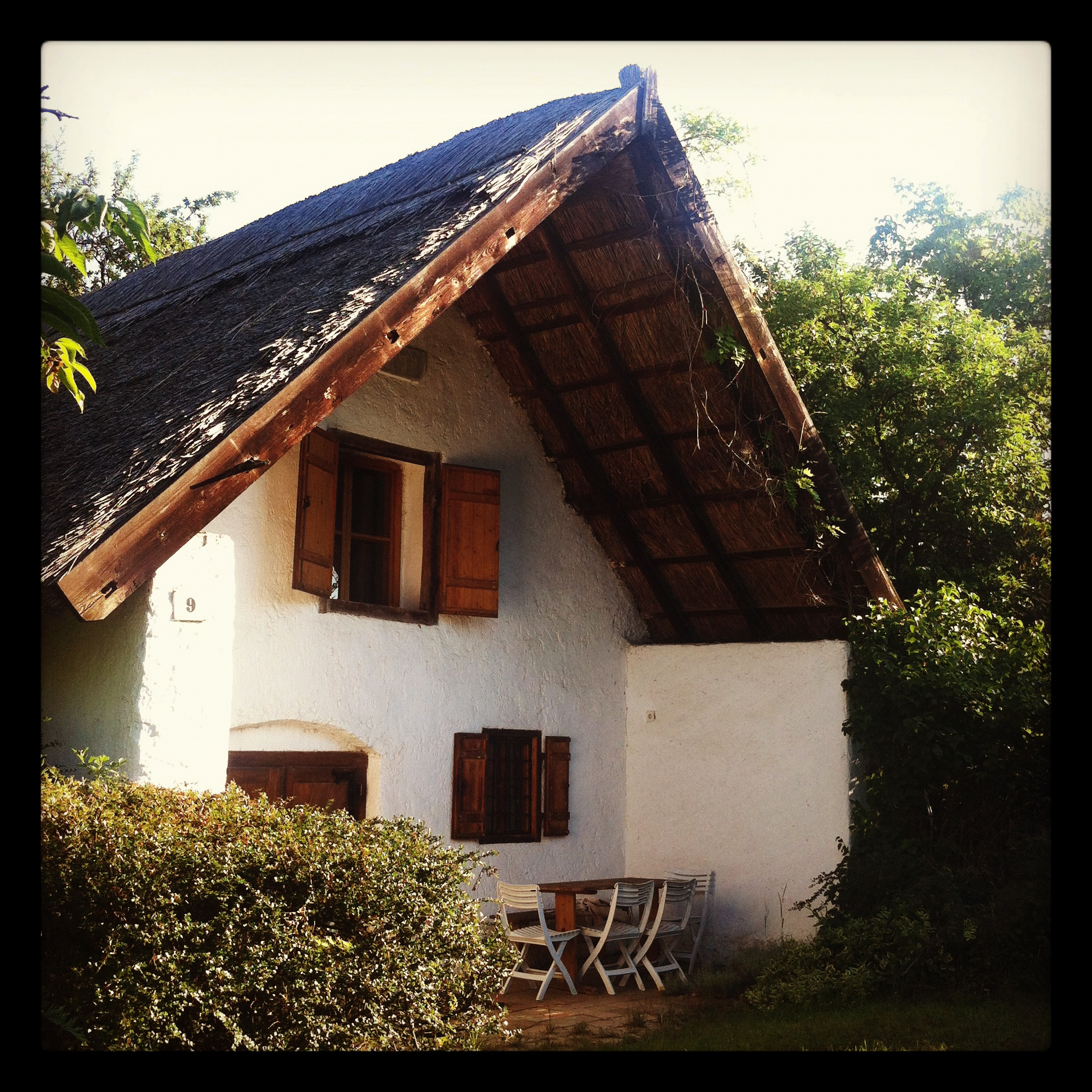
Műemlék jellegű nádfedeles kisház

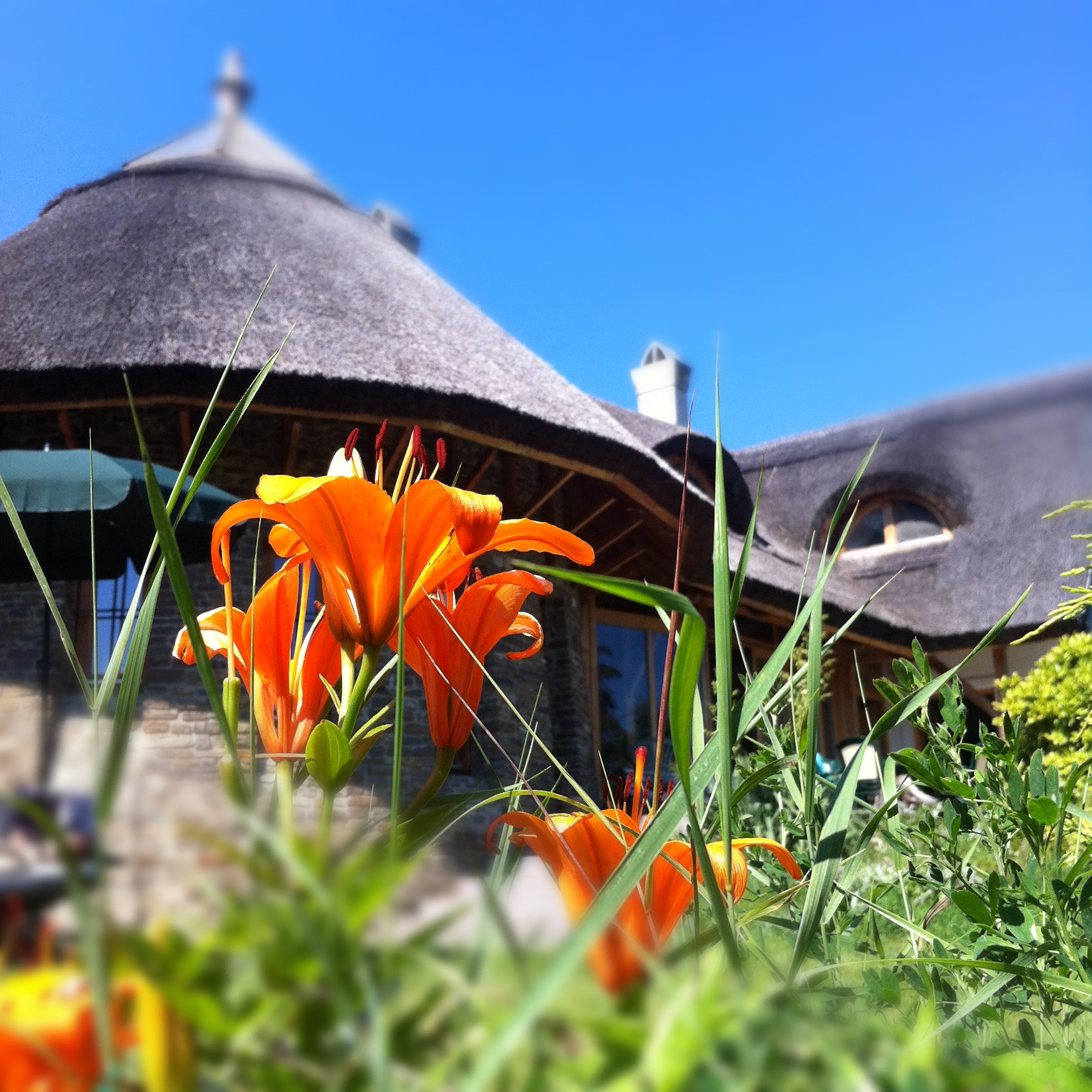
Alkotóközpont

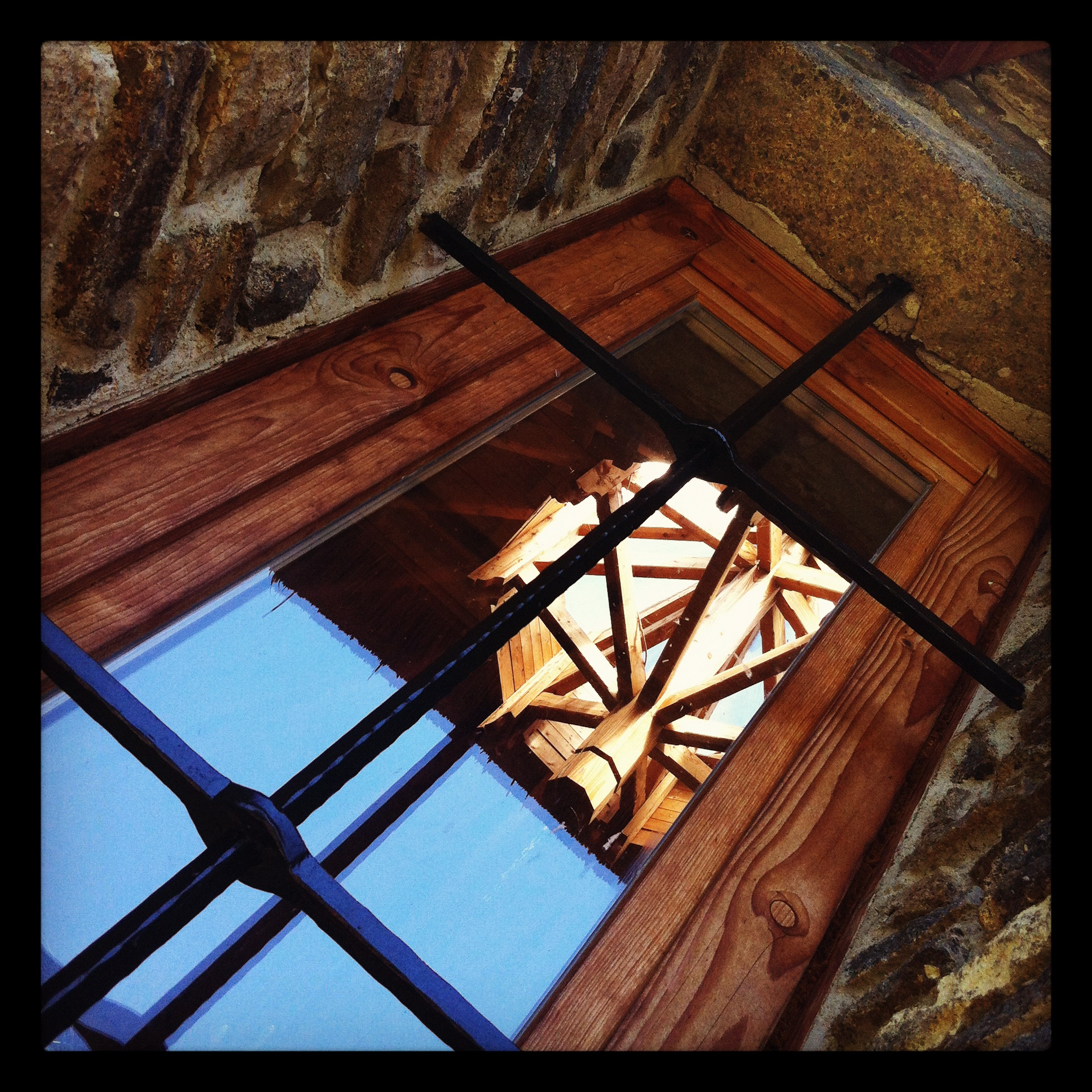
Kívül-belül

## Története
A történet a 70-es években kezdődött, amikor Rényi Tamás filmrendező egy 1826-ban épült présházat vásárolt Csopakon a hozzá tartozó kerttel. Bár a neves filmrendező - akinek olyan filmek fűződnek a nevéhez, mint a Makra, a Legenda a vonaton, a Tilos a szerelem vagy a Sikátor - forgatókönyveket írt itt, de akkor még nem is sejtette, hogy a komfortosított kis ház később a Csopaki Művésztelep fő helyszíne lesz.
Rényi Tamás egy nyárfát ültetett a telekre, ami az évek során olyan magasra nőtt, hogy egész Csopakot be lehetett azonosítani róla. A fa túlélte a filmrendezőt, aki 1980-ban, 51 éves korában hunyt el. A nyárfa és a csopaki telek lánya, Rényi Katalin grafikus- és festőművész és férje, Baska József festőművész, és később a gyerekek – Balázs, aki reklámgrafikusként dolgozik és Barbara reklámgrafikus és operatőr – életének fontos részévé vált. Nyaranta árnyat adó lombjai alatt rendezte be műtermét a két művész, majd a család kinőtte a régi kis présházat, felnőttek a művészgyerekek, ezért 2000-ben építkezésbe kezdtek. A művésztelep másik központja a kétszintes, nádfedeles műteremház. A kényelmes méretű konyha, a teraszhoz elhúzható üvegfelületekkel kapcsolódó nappali mellett az épület legérdekesebb része kétségtelenül a műterem. A kör alakú tér kupolájával, hatalmas belmagasságával és a nap járásához igazodó ablakaival leginkább szakrális térre emlékeztet, valójában azonban egy rozsnyói malom hangulata ihlette, amit Rényi Katalin férje iránti gesztusként alakíttatott ki. Baska József ugyanis a Felvidéken született és Rozsnyón járt középiskolába, mielőtt Magyarországra menekült 1947-ben. 1960-ban végzett az Iparművészeti Főiskolán, ahol a diploma után kinevezték tanársegédnek. Majd évtizedeken át vezette a rajzi osztályt, tanítványai között neves művészeket találunk. Rényi Katalinnal – aki szintén művésztanár lett - egyéni és közös kiállításaikkal előkelő helyet vívtak ki maguknak a kortárs művészetben.
A tanítás, az alkotás és a kiállítások mellett Rényi Katalin elindította a Montázs Rajzstudiót, amelynek nyári alkotótáborából nőtt ki a Csopaki Művésztelep. Kezdőket is felvesznek, de alapvetően művészeti iskolákba készítik föl a jelentkezőket, emellett a művésztelep tehetséges laikusokat is befogad.
Augusztus 1–10-ig itt alkothatnak a fiatal tehetségek csoportokban, de jönnek külföldről is – Svájcból, Japánból, Amerikából is érkeztek már képzőművészek, de német és holland hallgatója is akadt már a művésztelepnek. Sokan évről évre visszatérnek, és sikerélményben sincs hiány. Ilyenkor megtelik a kert, és az élet reggeltől estig az alkotásról szól, egyéni és csoportos foglalkozások váltják egymást – a tanításban és a szervezésben Balázs és Barbara is tevékenyen részt vesz. Este filmvetítések és művészettörténeti előadások – az előadók között olyan neveket lehet találni, mint Cakó Ferenc animációsfilm-rendező, Korniss Péter fotóművész, Szelényi Károly, fotóművész, Csáji Attila fényművész, Keszei István formatervező -, nappal tanulmányrajzolás, stílusgyakorlatok vagy éppen képregényrajzolás és számítógépes grafika oktatása zajlik, fotózás, filmkészítés Baska Barbara és Baska Balázs filmes oktatók részvételével, amit olykor félbeszakít egy-egy strandolás vagy hajókirándulás Tihanyba.

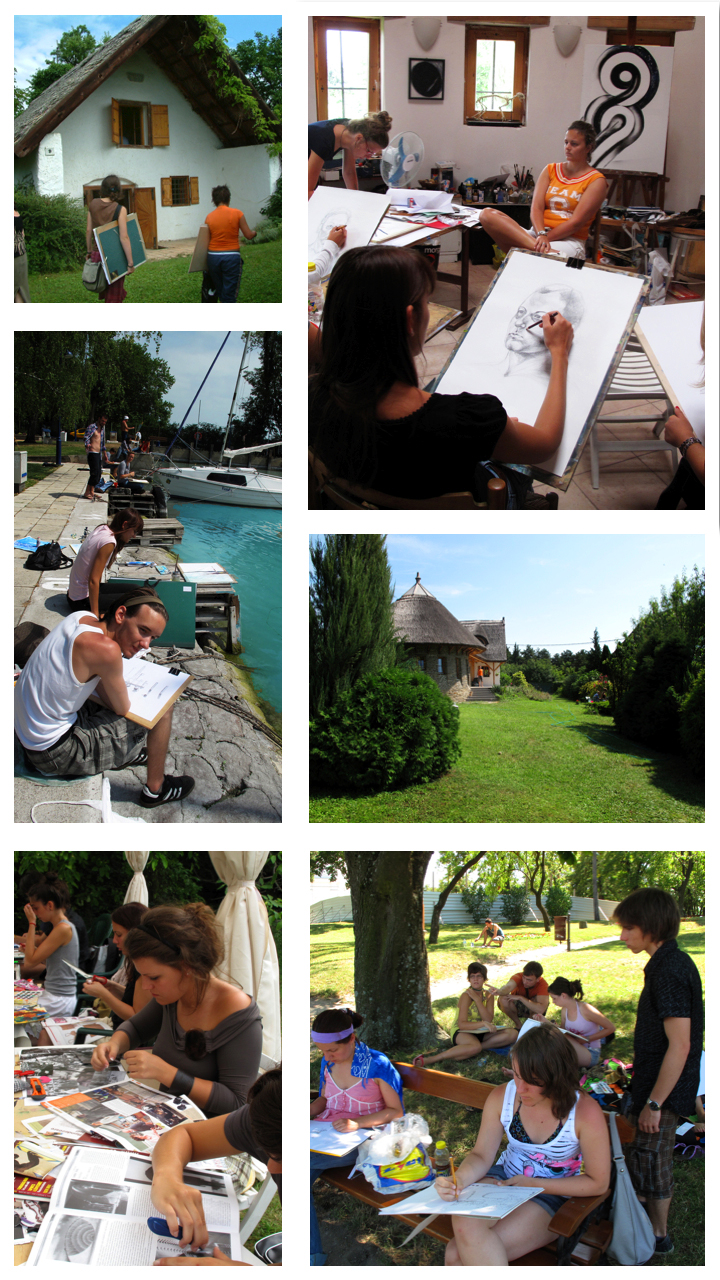
Alkotómunka nyáron

### A Művésztelep ma
A Csopaki Művésztelepet a Balaton északi partján alkotó Művészcsalád alapította. Központja a Ranolder utca 10-ben a különleges nádfedeles műteremház, ez egy birtokon helyezkedik el az 1826-ban épült Műemlék jellegű úgyszintén nádfedeles Présházzal, mely Csopak egyik éke. A Művésztelep egy komplex, progresszív misszióra épül, ahol is a magyar és nemzetközi fiatalok közös nyelvükön a rajzon, festésen, tervezésen, fotózáson - a Művészeten keresztül kommunikálnak egymással és nyílnak meg a külvilág felé. Határon túli fiatalok is részt vesznek minden évben. Sok ma már végzett ipar- és képzőművész találta meg itt saját hangját. A művésztelep főszezonban kerül megrendezésre általában Augusztus elején.

## Alapítói
- Rényi Katalin grafikus-, festőművész, egyetemi adjunktus https://web.archive.org/web/20130703233323/http://renyikatalin.hu/

Grafikusművészként kezdte pályafutását, ezen a szakon is diplomázott az Iparművészeti Egyetemen, számtalan arculattervet, csomagolást, kiállítási grafikát készített, fő profilja a filmplakát, amelyeket a Graphis évkönyv több éven át publikált is. 15 évig az Iparművészeti Egyetem grafika tanára volt. Festőművészként 1992-ben a Vigadó Galériában mutatkozott be, majd első nagy, önálló bemutatkozása a Műcsarnok Pálme Házában az Óriásaquarellek című kiállítása volt, amely az egész szakmát megrázta expresszív felületeivel, bátorságával, anyagkezelésével. Több nagy önálló kiállítása mellett – Vigadó Galéria, Körmendi Galéria, Budapest Galéria (ahol életműalbumát is bemutatták) – számos csoportos kiállításon részt vett. A Szentendrei Régi Művésztelep tagja. Jelenleg a Nádor Galériában van önálló kiállítása, amely március 23-ig nyitva tart. A Montázs Rajzstudió alapítója.
- Baska József festőművész, egyetemi tanár http://kormendigaleria.hu/muvesz/baska_jozsef.html

45 évig tanított az Iparművészeti Egyetemen mint docens és rajzi osztályvezető, művészgenerációk sorát nevelve fel, mindenki mesterének vallja. Kezdeti realisztikus megnyilvánulások után érdeklődése a geometrikus absztrakció felé fordult; előbb a figurativitás megőrzésével geometrikusan stilizált, majd egyre elvontabbá vált. Kialakította az igazi Baska biogeometriát. Számos nagy egyéni kiállítását a szakma és az értő közönség számos elismeréssel méltatta, köztük a Magyar Köztársaság Érdemrend Kiskeresztjével. Március 8-án Gyarmaty Tihamér-díjban részesült festészeti életművéért. A Szentendrei Régi Művésztelep tagja. A Montázs Rajzstudió alapítója.
- Baska Balázs grafikusművész, filmrendező https://web.archive.org/web/20120601021630/http://www.baskabalazs.com/

Reklámgrafikus, a Magyar Képzőművészeti Egyetemen diplomázott. Arculattervei, weboldalai, filmplakátjai több nemzetközi pályázaton sikert arattak. Film iránti szenvedélyét nagypapájától, Rényi Tamás filmrendezőtől örökölte. A Közép-európai Egyetem forgatókönyv szakát elvégezve több kisjátékfilmet rendezett, amelyek sikerrel szerepeltek a Filmszemléken. Ma párhuzamosan művésztanárként, grafikusművészként és filmrendezőként tevékenykedik. A Montázs Rajzstudió alapítója.
- Baska Barbara grafikusművész, filmoperatőr https://web.archive.org/web/20120104233642/http://www.baskabarbara.hu/

Grafikusművészként végzett a Magyar Képzőművészeti Egyetemen, majd a Színház- és Filmművészeti Egyetem filmoperatőr szakára is felvették és párhuzamosan végezve a két művészeti egyetemet, diplomázott filmoperatőrként is 2011-ben. Grafikusként minden létező nyomtatott, webes vagy vetített felületen megnyilvánult már, sok külföldi szakmai elismeréssel fűszerezve. Egyik filmjéért Aranyszem Operatőri díjra jelölték, négy éve alkotóként részt vesz a Filmszemléken, saját rendezésű diplomafilmjének premierje decemberben volt az Uránia moziban.

## 2013 nyara
2013. július 11-21-ig idén nyáron ismételten megrendezzük művésztelepünket fiataloknak a Balatonnál, Csopakon. Foglalkozásaink gyönyörű környezetben, tapasztalt művésztanárok vezetésével folynak. A művészet találkozása a szórakozással az egyik legszebb balatoni faluban: ez adja a tábor különleges hangulatát. Ez az alkotótábor olyan fiatalok számára szerveződik, akiket a rajz, festés, képgrafika, tervezőgrafika, divattervezés, képregény, fotó és film érdekel, akik amatőrként foglalkoznak e művészeti ágakkal, vagy azoknak, akik főiskolára készülnek és a nyári hónapokban kevés lehetőségük van szakmai irányítás mellett dolgozni. A csopaki alkotótábornak nemcsak manuális ismeretszerzés a célja, hanem szakmai, művészeti, művészettörténeti előadások, vetítések, videóanyagok segítik az általános kulturális - vizuális feltöltődést. Az utolsó napon kiállítást rendezünk az itt készült munkákból a Csopak Galériában a televízió és a sajtó bevonásával. Jelentkezni lehet a lenti elérhetőségeken.

### Fiatal művészek tapasztalatai
"Csopak... Ha a vitorlarudak nyikorgását hallgatva lógatod a lábad a szelíd fodrok között, és fagylalt helyett ecsetet tart a kezed, akkor te Csopakra keveredtél, a Baska-család művésztelepére. Ez a nyaralás különös, hiszen más emberként térsz haza. Nem úgy látod már a világot, mint azelőtt. Az elején küzdeni kell kicsit, korlátokat ledönteni, minden lapra új, megoldhatatlannak tűnő feladat kerül. Ám - valószínűleg a felpezsdült, vidám társaság, nyitott emberek hatására - beindulnak az agykerekek, és azon kapod magad, hogy mindent le akarsz rajzolni. Hirtelen, ami addig paca volt, jelentést nyer, egy egyszerű vonal hívogat, titkos ajtók nyílnak. A művésztanárok szabadságra ítélnek a táj szépségének ölelésében, az árnyas fák között. Így meghallod végre a saját hangodat, dőlnek az ötletek, csupa egyéni ötlet, formabontó kivitelezés, s az alkotó te vagy. Egy bolond fénypászma logóvá formálódik az elmédben, egy elkapott félmondat kavargó színeket fest a szívedbe... Az enyhe esték lazítással telnek, a sok egyéni hang közös élményei közös nevetésekben kovácsolódnak össze. Némi alvás után egyszer csak vízbe lóg a lábad, a vitorlások ringanak, te meg emeled az ecsetet, dolgozni kéne, holnap kipakolás"
Marosi Péter - tervezőgrafikus
"A táborban azzal foglalkozhattam, ami érdekel, és amit szeretek. Komolyan vették a művészetek iránti érdeklődésemet, ami nekem fontos. Sokat fejlődött a rajztudásom, és az előadásokon, a kiváló művészektől is rengeteget tanultam. A sok hasonló érdeklődésű ember között nagyon jól éreztem magam, alig várom az idei tábort, hogy egy újabb felejthetetlen tíz napot tölthessek Csopakon."
Király Anna - diák
"Csopak az a hely ahol az ember kiélheti magát, ahol olyan arcokat és tanárokat ismertem meg, olyan barátokat szereztem akikre a mai napig felnézek és számíthatok, ahol tényleg elfogadják hogy az ember olyan amilyen és nem ütközik megvetésbe. Egy 10 napig tartó buli, amiben az ember folyamatosan alakítja a saját életszemléletét és megismerheti önmagát. Nem hiszem hogy valaha elfelejtem hogy milyen élményeket szereztem ott, és a mai napig széles mosollyal látok bárkit az ottani kis csapat közül. Egy olyan összeforrt társaság a csopaki, ami tárt karokkal fogad bárkit."
Korom Dániel - Formatervező hallgató, Nyugat-magyarországi Egyetem
"Rajzolni, festeni jó. Kitűnő tanárok izgalmas feladatait követve alkotni inspiráló. Sok tehetséges fiatal társaságában, közösen létrehozni valami művészi értéket izgalmas. Kisugárzással teli, hangulatos nádfedeles házban és annak gyönyörű kertjében a művészetről elmélkedni felemelő. Egy ősrégi présház, melynek falai és a benne lévő tárgyak történelemről, művészetről mesélnek, elgondolkodtató. A Balatonparton, nyáron időzni szórakoztató, de a Balatont festeni megnyugtató.
A Csopaki Művésztelep mindez együtt.
A Csopaki Művésztelepen részt venni életre szóló élmény.
Köszönöm, hogy többször is részem lehetett ebben az élményben."
Bányász Melinda - divattervező iparművész
"A csopaki tábor tetszett mert szerintem a balaton egyik legszebb községében volt, jók voltak a napi programok. Sok érdekes és hasznos dolgot mondtak nekünk a rajzzal és a művtörivel kapcsolatban is, amit én például a felvételimen tudtam hasznosítani. Az ott készült képregényem is jól sikerült. Jó volt, hogy különböző művészek tartottak előadást saját foglalkozásukról és munkáikról, de persze mindezek mellett jó volt a délutáni strandolás, filmnézés, kentezés. És egy egész jó csapat jött össze Csopakon, akikkel öröm volt művészkedni egy kicsit."
Kiss Gergely - művészdiák
"A Csopaki művésztelep a legjobb nyári tábor amiben valaha voltam. A társaság minden alkalommal nagyon értelmes. Ide nem a csőcselék jár aki nem tud mit kezdeni az idejével, hanem a kifinomult, határozott célirányú tehetséges fiatalok. Az egész rendkívül otthonos. Minden napra ki van találva program, mégis az egész teljesen szabad, és ha valaki tudja magáról, hogy neki milyen módszer a legeredményesebb, akkor nyugodtan eltérhet a programtól. 10 nap hosszú, amiről úgy gondolom, hogy pont ideális. Egy hét rendkívül hamar elszáll, plusz a rajzhoz rengeteg idő kell, és a társaságból sem lenne elég, de 10 nap pont annyi, hogy az ember el is tud készülni a kiállításra ( ha többet rajzol mint én) és a társasággal együtt töltött idő pont megfelelő. A Csopaki művésztelepet minden művészi beállítottságú fiatalnak csak ajánlani tudom, és az utolsó forintig megéri."
Delhusa Flavio művészdiák